# 荒木保夫
荒木 保夫（、1938年〈昭和13年〉6月17日 - ）は、日本の俳優、CMディレクターである。別名は荒木保男（読み同じ）。東京出身。

## 来歴・人物
日本大学芸術学部を卒業後、東宝の専属俳優となり、ジャンルを問わず多くの作品に出演した。
1971年（昭和46年）、俳優専属制度廃止後もテレビドラマを中心に1990年代まで活動を続けた。また、CMディレクターとして活動した時期もある。

## 主な出演作品

### 映画
- 潜水艦イ-57降伏せず（1959年） - 伝令A 役[5] [注釈 1]
- 宇宙大戦争（1959年） - スピップ2号乗員 役[出典 3]
- お姐ちゃん罷り通る（1959年） - タクシーの運転手 役
- ガス人間第一号（1960年） - 記者 役[要出典]
- 妖星ゴラス（1962年） - 観測員A 役[7]
- ニッポン無責任時代（1962年） - 香典泥棒 役
- ゴジラシリーズ
  - キングコング対ゴジラ（1962年） - 第二新盛丸操舵士 役[3][4]
  - モスラ対ゴジラ（1964年） - 毎朝新聞社員 役[4]
- 太平洋の翼（1963年） - 航空基地の士官 役[要出典]
- 君も出世ができる（1964年） - サラリーマン役
- 宇宙大怪獣ドゴラ（1964年） - ワゴンの助手 役[5]
- クレージー映画（時代劇）
  - ホラ吹き太閤記（1964年） - 織田家の伝令 役
  - クレージーの殴り込み清水港（1970年） - 同心 役
- 肉体の学校（1965年） - バーテンダー 役
- 赤ひげ（1965年）
- フランケンシュタイン対地底怪獣（1965年） - テレビの男[要出典]
- 太平洋奇跡の作戦 キスカ（1965年） - 通信士[1][3]
- クレージー作戦シリーズ
  - 大冒険（1965年） - 隊員B 役[8][注釈 2]
  - クレージー大作戦（1966年） - 頭取の手下 役
- 100発100中（1965年） - 赤月組子分 役
- 日本一シリーズ
  - 日本一のゴリガン男（1966年） - 吉田 役
  - 日本一の裏切り男（1968年） - 武の手下 役
  - 日本一のヤクザ男（1970年） - 半助 役
- 若大将シリーズ
  - アルプスの若大将（1966年） - 赤田（赤マムシ）役
  - 南太平洋の若大将（1967年） - 花谷 役
  - ゴー!ゴー!若大将（1967年） - 土井 役
- 東宝8.15シリーズ
  - 日本のいちばん長い日（1967年） - 近衛師団兵 役
  - 激動の昭和史 沖縄決戦（1971年） - 作戦課員A 役[5]
- 100発100中 黄金の眼（1968年） - 部下 役
- 空想天国（1968年） - 産業スパイ役
- ザ・ゴキブリ（1973年） - 河井 役
- 黄金のパートナー（1979年）[2]

### テレビドラマ
- ウルトラQ（1966年）
  - 第6話「育てよ! カメ」 - 警官 役
  - 第23話「南海の怒り」 - 第五太平丸船員[注釈 3]
  - 第25話「悪魔ッ子」 - 警備員
- でっかい青春 第10話（1967年）
- 昔三九郎 （1968年）
  - 第4話「詑証文」
  - 第14話「仇討のからくり」
  - 第15話（最終回）「解決」
- 東京バイパス指令 第6話（1968年）
- 鬼平犯科帳 第49話「神田明神裏」（1970年、NET / 東宝） - 浪人・雲州
- 人形佐七捕物帳 第8話（1971年）
- 大忠臣蔵（1971年）
- 荒野の素浪人 第11話（1972年） - 神坂陣馬 役
- 太陽にほえろ! 第46話（1973年）
- 流星人間ゾーン 第1話「恐獣ミサイル爆破せよ!」（1973年） - ガロガバラン星人[4]
- ダイヤモンド・アイ 第14話「新たな敵ヒメコブラ」（1974年） - コンドル（サタンバット）

### CM
- メットライフ生命保険